# Cattenom

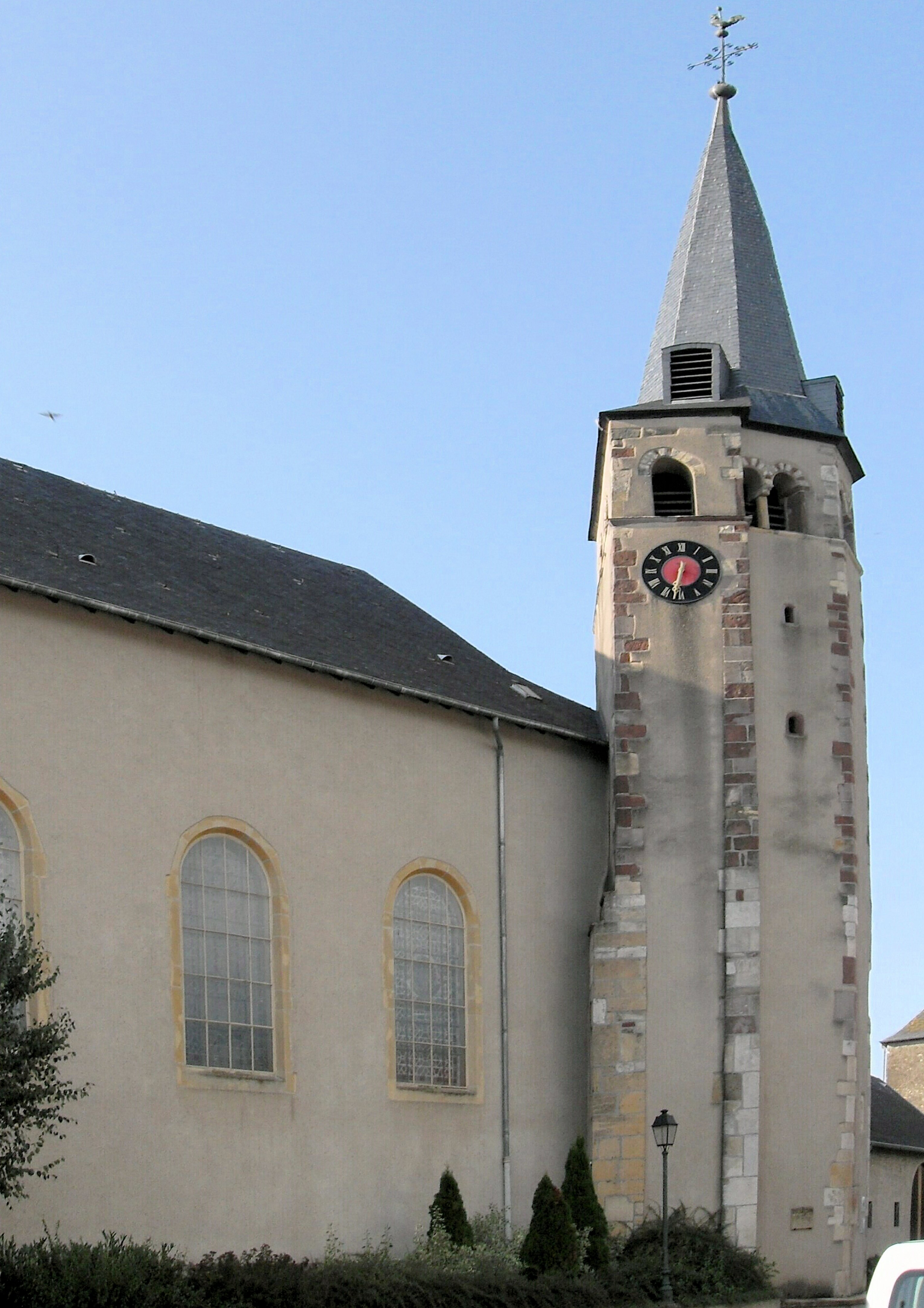
Kirche St. Martin

Cattenom (deutsch bis 1919 offiziell Kattenhofen, luxemburgisch Kettenuewen) ist eine französische Gemeinde mit 2.593 Einwohnern (Stand 1. Januar 2022) im Département Moselle in der Region Grand Est (bis 2015 Lothringen). Sie gehört zum Arrondissement Thionville, zum Kanton Yutz und ist Sitz des Gemeindeverbandes Cattenom et Environs.

## Geographie
Die Gemeinde liegt am linken Ufer der Mosel und am Tenschbach, etwa acht Kilometer nördlich von Thionville (deutsch Diedenhofen) und etwa zwölf Kilometer südwestlich des Dreiländerecks Frankreich – Luxemburg – Deutschland.
Zu Cattenom gehören die Ortsteile Homeldange, Husange, Sentzich und Warpich.
Nachbargemeinden sind Breistroff-la-Grande (Breisdorf) im Norden, Fixem (Fixheim) und Gavisse (Gauwies) im Nordosten, Malling und Kœnigsmacker (Königsmachern) im Osten, Basse-Ham (Niederham) im Süden, Thionville (Diedenhofen) und Hettange-Grande (Großhettingen) im Südwesten sowie Boust (Bust) im Nordwesten.

## Geschichte
Der Ort gehörte früher zum Bistum Metz und war ein ansehnlicher, von Mauern umgebener Marktflecken. Beispiele älterer Ortsbezeichnungen sind Cathenem (1182), Kettenem (1214), Kettenheim (1243),
Kettenemb (1357) und Kettenheim (1481). Im Jahr 1243 bestätigen Ermesinde Gräfin von Luxemburg und deren Sohn Heinrich, dass Hugo von Bous die Hälfte seines Zehnten von Kattenhofen der  Zisterzienserinnenabtei Bonneweg geschenkt habe, die zum Bistum Trier gehörte.
Kattenhofen hatte früher eine Niederlassung des Deutschen Ordens. Das Ordenshaus, das um 1400 Teuschhauss genannt wurde, befand sich beim Ortszentrum und bestand aus einem mit Zinnen gekrönten Gebäude und der  Stephanskapelle. Einer durch Urkunden nicht bestätigten lokalen Legende zufolge soll dieses Schloss zuvor Eigentum des aufgelösten Templerordens gewesen sein, was von Historikern jedoch bezweifelt worden ist.
Der Gebäudekomplex wurde 1831 abgetragen, um Platz für den Neubau der Pfarrkirche, der heutigen Kirche St. Martin, zu schaffen; erhalten geblieben ist nur der polygonale, mit Naturstein-Quadern gebaute Turm, der den Chor der Stephanskapelle gebildet hatte und in den Neubau als Glockenturm architektonisch integriert wurde. Die alte Pfarrkirche, die sich im Süden des Orts beim Friedhofsgelände befunden hatte, wurde 1843 abgerissen.
Die Bewohner lebten im 19. Jahrhundert von der Landwirtschaft. Bei dem Ort gab es bis ins 20. Jahrhundert eine Moselfähre.
Durch den Frieden von Frankfurt am 10. Mai 1871 kam Kattenhofen an Deutschland zurück und wurde dem Bezirk Lothringen im Reichsland Elsaß-Lothringen angeschlossen.  Nach dem Ersten Weltkrieg musste der Ort aufgrund der Bestimmungen des Versailler Vertrags 1919 an Frankreich abgetreten werden. Während des Zweiten Weltkriegs wurde Kattenhofen von der deutschen Wehrmacht besetzt und kam nach Kriegsende an Frankreich zurück.

### Demographie
| Jahr | Einwohner | Anmerkungen |
| ---- | --------- | --- |
| 1793 | 866       | [ 6 ] |
| 1821 | 916       | [ 6 ] |
| 1841 | 1100      | [ 6 ] |
| 1866 | 1136      | [ 7 ] [ 6 ] |
| 1871 | 1042      | auf einer Fläche von 2063 ha, in 264 Häusern, darunter sechs Protestanten und 27 Juden; nach anderen Angaben 1050 Einwohner                        |
| 1880 | 936       | am 1. Dezember, auf einer Fläche von 2063 ha, in 249 Wohnhäusern, davon 913 Katholiken, sechs Protestanten und 17 Juden                            |
| 1885 | 885       | [ 11 ] [ 12 ] |
| 1890 | 858       | in 236 Häusern mit 246 Haushaltungen, davon 828 Katholiken, fünf Protestanten und 18 Juden (sieben Personen ohne Angabe des Glaubensbekenntnisses) |
| 1910 | 834       | [ 13 ] [ 11 ] [ 14 ] |

| Jahr      | 1962 | 1968 | 1975 | 1982 | 1990 | 1999 | 2007 | 2019 |
| --------- | ---- | ---- | ---- | ---- | ---- | ---- | ---- | ---- |
| Einwohner | 1121 | 1322 | 2374 | 2209 | 2190 | 2272 | 2549 | 2628 |

## Sprache
Neben Französisch wird in Cattenom und Umgebung von der älteren Bevölkerung ein moselfränkischer Dialekt gesprochen, der dem Luxemburgischen sehr ähnelt.

## Sehenswürdigkeiten
- Im Kern romanische Pfarrkirche St-Martin.

## Infrastruktur
Die Gemeinde ist durch das drittgrößte Kernkraftwerk Frankreichs, das Kernkraftwerk Cattenom, überregional bekannt.

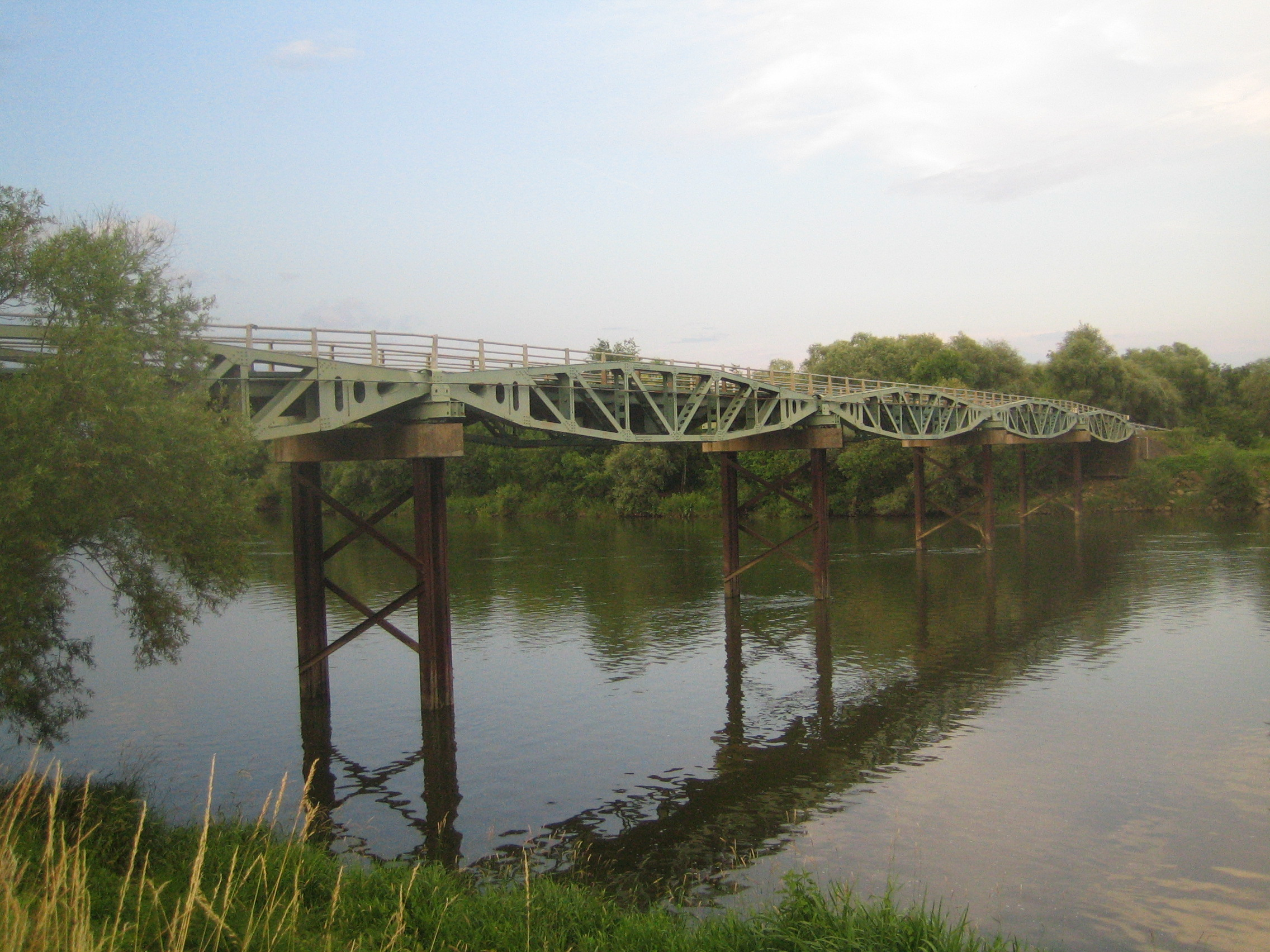
Moselbrücke von Cattenom nach Kœnigsmacker
Die Kernreaktoren mit den Kühltürmen der vier Blöcke mit je 1.300 MW Leistung

## Persönlichkeiten
- François Fick (* 1862), Großkaufmann und Landtagsabgeordneter